# European Community Studies Association
Die European Community Studies Association (ECSA) ist der Zusammenschluss nationaler Vereinigungen von Hochschullehrern und Wissenschaftlern im Bereich der Europawissenschaften. Ziel der ECSA und ihrer Mitglieder ist die Förderung von Forschung und Lehre auf dem Gebiet der Europäischen Integration.
Obwohl die 1987 gegründete ECSA anfangs ein Dachverband für entsprechende Hochschulassoziationen in den EU-Mitgliedstaaten war, erstreckt sich der Kreis der Mitgliedsverbände inzwischen über die ganze Welt, nachdem sich auch in diesen Staaten das Interesse für Fragen der Europäischen Integration immer mehr verstärkt hat.
Die ECSA verfügt über eine eigene Geschäftsstelle mit Büro in Brüssel. Die über 50 weltweiten Mitgliedsorganisationen verfügen über nationale Geschäftsstellen.

## Mitgliedsorganisationen
- Argentinien: Asociación de Estudios sobre la Comunidad Europea en la Argentina (ECSA-Argentina)
- Australien: Contemporary European Studies Association of Australia (CESAA)
- Belgien: Association belge d'étude des Communautés européennes / Belgische vereniging voor de studie van de de Europese Integratie (ECSA-Belgium)
- Brasilien: Associaçao Brasileira de Estdos da Integracao Europeia (ECSA-Brazil)
- Bulgarien: Bulgarian European Community Studies Association (BECSA)
- Chile: Associación de Estudios sobre la Comunidad Europea (ECSA-Chile)
- China, Volksrepublik: Chinese Society for European Union Studies (CSEUS)
- Dänemark: Dansk Selskab for Europaforskning (DSFE)
- Deutschland: Arbeitskreis Europäische Integration (AEI)
- Estland: Estonian European Community Studies Association (EECSA)
- Finnland: Finnish European Studies Association (FESA)
- Frankreich: Commission pour l’étude des communautés européennes (CEDECE)
- Griechenland: Hellenic University Association for European Studies (EPEES)
- Hongkong: Hong Kong and Macau Association for European Studies (HKMAES)
- Indien: Indian Association for European Union Studies (IAEUS)
- Irland: Irish Association for Contemporary European Studies (IACES)
- Israel: Israeli Association for the Study of European Integration(IASEI)
- Italien: Associazione Universitaria de Studi Europei (AUSE)
- Japan: Nihon EU Gakkai / European Union Studies Association-Japan (EUSA-Japan)
- Kanada: European Community Studies Association-Canada (ECSA-C)
- Korea: European Union Studies Association of Korea (EUSA-Korea)
- Kroatien: Croatian European Community Studies Association (CESA)
- Lateinamerika: European Community Studies Association-America Latina (ECSA-AL)
- Lettland: Latvian European Community Studies Association (LECSA)
- Litauen: Europos Bendriju Studiju Asociacija Lietuva (EBSAL)
- Macau: Hong Kong and Macau Association for European Studies (HKMAES)
- Malta: Malta European Studies Association (MESA)
- Marokko: Centre d'Études Euro-Méditerranéennes (CEEMED)
- Mexiko: Asociacion Mexicana de Estudios sobre la Unión Europea (ECSA-Mexico)
- Niederlande: Interdisciplinaire Studiegroep Europese Integratie (ISEI)
- Neuseeland: European Union Studies Association of New Zealand (EUSA-NZ)
- Norwegen: Norsk Forum for Europaforskning (NFEF)
- Österreich: European Communities Studies Association Austria (ECSA-Austria)
- Polen: Polish European Community Studies Association (PECSA)
- Portugal: Associação Interuniversitaria Portuguesa de Estudos Europeos (AREP)
- Rumänien: Romanian European Community Studies Association (RECSA / ARSIE)
- Russland: Association of European Studies (AES)
- Schweden: Swedish Association for European Research (SAFER)
- Schweiz: Schweizerische Studiengesellschaft für die Europäische Integration (ECSA-Suisse)
- Slowakei: Slovenská Asociácia Európskych Štúdií (SAES)
- Slowenien: European Communities Studies Association of Slovenia (ECSA-Slovenia)
- Spanien: Associacion universitaria de estudios comunitarios (AUDESCO)
- Südafrika: European Community Studies Association of South Africa (ECSA-SA)
- Taiwan: European Union Studies Association Taiwan (EUSA-Taiwan)
- Thailand: European Community Studies Association of Thailand (ECSA-Thai)
- Tschechische Republik: Czech Association for European Studies (ECSA-Czech)
- Türkei:  Turkish University Association for European Community Studies (TUNAECS)
- Tunesien: Association Tunisienne des Études Euro-Mediterranes (ATEEM)
- Ungarn: Hungarian European Community Studies Association (HECSA)
- Vereinigtes Königreich: University Association for Contemporary European Studies (UACES)
- Vereinigte Staaten von Amerika: European Union Studies Association (EUSA)
- Belarus: European Community Studies Association of Belarus (ECSA-Belarus)
- Zypern: European Community Studies Association of Cyprus (ECSA-Cyprus)